# Stadio Ettore Mannucci
Het Stadio Ettore Mannucci is een multifunctioneel stadion in Pontedera, een stad in Italië. 
Het stadion wordt vooral gebruikt voor voetbalwedstrijden, de voetbalclub US Pontedera 1912 maakt gebruik van dit stadion. In het stadion is plaats voor 5.014 toeschouwers. Het stadion werd ook gebruikt op het Europees kampioenschap voetbal onder 17 van 2005. Op dat toernooi werden er in dit stadion twee groepswedstrijden, een halve finale en de finale tussen Nederland en Turkije gespeeld.
Het stadion is vernoemd naar Ettore Mannucci (1929–1993), dat was een Italiaans voetballer en voetbalcoach die geboren werd in Pontedera.